# Беккин, Ренат Ирикович
Рена́т И́рикович Бе́ккин (тат. Ренат Ирек улы Беккин, род. 21 июля 1979, Ленинград, СССР) — писатель, публицист, блогер.

## Биография
Родился 21 июля 1979 года в Ленинграде.
Первые свои произведения начал сочинять в 7-8 лет. Это были короткие басни, героями которых выступали животные.
В 1985—1995 годах учился в школе-интернате № 5 с углублённым изучением китайского языка (с 1992 года — Восточная гимназия). Во время учебы в школе вместе с одноклассниками издавал рукописную литературно-публицистическую газету.
В 1989—1995 годах занимался в литературном клубе «Дерзание» при Ленинградском дворце пионеров и школьников (с 1990 года — Санкт-Петербургский городской дворец творчества юных). Печатался в газете «Поколение» (здесь появилась первая публикация Беккина в 1992 году).
Первый роман Беккина «Ислам от монаха Багиры» стал важным культурным событием для мусульман России. По словам Андрея Керзума, "роман «Ислам от монаха Багиры» достойно продолжает традиции «научного романа», занимателен по форме, чрезвычайно познавателен, по сути своего содержания аналогов он не имеет". 
В 2005 г. Беккин вместе с Асламбеком Эжаевым и Ильей Кормильцевым выступил в качестве основателя литературной премии «Исламский прорыв». Он был литературным секретарем премии (2005—2006 гг.).
В 2007 г. по инициативе Беккина был создан мусульманский литературно-философский журнал «Четки». На его страницах публиковались произведения российских и зарубежных авторов. Беккин был главным редактором журнал с 2007 до 2012 г.; одновременно, с 2010 по 2012 гг. он работал главным редактором Издательского дома Марджани.
Значительная часть литературных произведений Беккина связна с Казанью, городом, в котором писатель жил с 2010 по 2014 годы. По словам критика Галины Зайнуллиной, произведения Беккина являют собой яркий образчик казанского текста. В цикле рассказов Беккина «Казанские истории» хорошо проработана одна из составляющих казанского текста, образующаяся в условиях двуязычия, а именно эндемика — «слова, характерные для данной местности, отдельного этноса <…> не имеющие широкого хождения»… Для казанской русской речи характерно обильное употребление тюркизмов, татарских словечек, — посему их наличие в литературе казанского колорита не может маркироваться как ориентальный экзотизм. Беккин понимает это ограничение и поэтому именно в использовании эндемической лексики проявляет уверенную мастеровитость".
Казань выступает местом действия и в наиболее значительном произведении Рената Беккина — романе «Ак Буре. Крымскотатарская сага», в котором «крымскотатарский диссидент оказывается перед сложнейшим моральным выбором, который ему предлагает сделать Вечный чекист».
В 2020-е гг. Беккин в своем творчестве все больше обращается к Петербургу. В сборнике рассказов «Ленинградское детство» рассказывается о жизни мальчика Рената — Альтер эго автора в Ленинграде-Петербурге в 1980-е — 1990 е годы.
В Ленинграде происходит действие повести Беккина «Дворник писателя Хармса». Главный герой повести — дворник Ибрагим Кильдеев, один из персонажей произведений Хармса. События происходят в доме на Надеждинской улице, где жил Хармс в 1930—1940-е гг. Эта бодрая, на первый взгляд, повесть оставляет щемящее чувство утраты, тоски по тому, что могло бы быть, но не случилось.
Романы
Ислам от монаха Багиры. — Москва:     Кислород, 2007. — 240 с.
Ак Буре. Крымскотатарская сага. — Санкт-Петербург: БЛИЦ, 2021. — 600 с.
Повести, сборники рассказов
Хава-ля: (Путешествие в Сомалиленд): повесть. — Москва: МГИМО–Университет, 2014. — 160 с.
Ленинградское детство. Рассказы. —     М.: Стеклограф, 2023. — 226 с.
Дворник писателя Хармса // Новая Юность. — 2023. — № 174 (3). — С. 3–73.
Leningrad Çocukluğu. Kısa Öyküler. Rusça Aslından Çeviren: Gülhanım Bihter Yetkin. — Ankara: PA Paradigma Akademi Yayınları, 2024 (перевод книги «Ленинградское детство» на турецкий язык).
Рассказы
1. Зуфар абый // Новая Юность. — 2013. — № 2 (113). — С. 3–23.
2. Аскар и его брат // Нева. — 2013. — № 1. — С. 9–35.
3. В поисках Баумана // Нева. — 2013. — № 8. — С. 113–123.
4. Казанские истории // Нева. — 2016. — № 8. — С. 131–148-
5. Доброе дело // Прочтение. — 2018. — 1 нояб.
6. Приключения мальчика Степки в городе Котлове // Нева. — 2018. — № 12. — С. 113–151.
7. История одного аспиранта // Нижний Новгород. — 2019. — № 3 (26). — С. 78–97.
8. Ленинградское детство. Избранные рассказы // Нева. — 2022. — № 10. — С. 156–176.
9. Николай Ерёменко и его дочки // Литературная газета. — 2022. — № 44 (6858). — 2 нояб. — С. 21.

## Отзывы
Критик Ольга Балла о книге «Ленинградское детство»: «И прозрачная простота языка, и отчетливость устройства составивших книгу историй, думается, связаны именно с тем, что на материале частного случая своего автобиографического — виновата, автофикционального — героя автор выявляет общезначимые структуры существования ребенка и подростка своего времени; то, как сознание и тело растущего человека взаимодействует именно с этим временем именно в этом месте. Потому-то и неважно, какие именно детали автор взял из собственной жизни, а какие — из иных источников (да откуда же еще, как не из жизни и опыта): важно тут именно типичное, характерное. Это именно что не автобиография, а — при любом, заведомо неизвестном нам объеме фикциональных элементов — биография: типичного человека своего времени-пространства».
Критик Анна Берсенева о книге «Ленинградское детство»: «…неожиданность, парадоксальность лежит в основе метафор, да и всего авторского стиля Рената Беккина. Ренат Беккин не пытается взглянуть на события своего детства своими сегодняшними глазами — он воспроизводит действительность такой, какой видел ее ребенок. Но взрослые люди в абсолютном своем большинстве утрачивают эту способность, а в „Ленинградском детстве“ парадоксальность взгляда не только не потеряна, но наоборот, стала главным художественным приемом, таким же ярким, как содержание этих рассказов».